# St. Jakob in Defereggen
St. Jakob in Defereggen, Sankt Jakob in Defereggen – gmina w Austrii, w kraju związkowym Tyrol, w powiecie Lienz. Liczy 881 mieszkańców (1 stycznia 2015).